# Мештровићева улица (Београд)
| МЕШТРОВИЋЕВА · улица | МЕШТРОВИЋЕВА · улица      |
| -------------------- | ------------------------- |
|                      |                           |
| Општина              | Вождовац                  |
| Почетак              | улица Браће Јерковић      |
| Крај                 | улица Пива Караматијевића |
| Дужина               | 850 m                     |
| Ширина               | 15 m                      |
|                      |                           |
|                      |                           |

Мештровићева улица је улица у Београду, у насељу Браће Јерковић на општини Вождовац.

## Име
Улица носи назив по познатом југословенском вајару Ивану Мештровићу .

## Институције
У улици се налазе две основне школе - ОШ "Ђура Даничић" (19а) и ОШ "Змај Јова Јовановић" (19) и огранак Дома здравља "Вождовац" .

## Реконструкција 2019.
Асфалт на коловозу и сви тротоари поред реконструисани су у августу 2019. године .

## Суседне улице
- улица Браће Јерковић
- улица Димитрија Маринковића
- улица Јована Бијелића
- улица Пива Караматијевића